# Johann Baptist Bommas

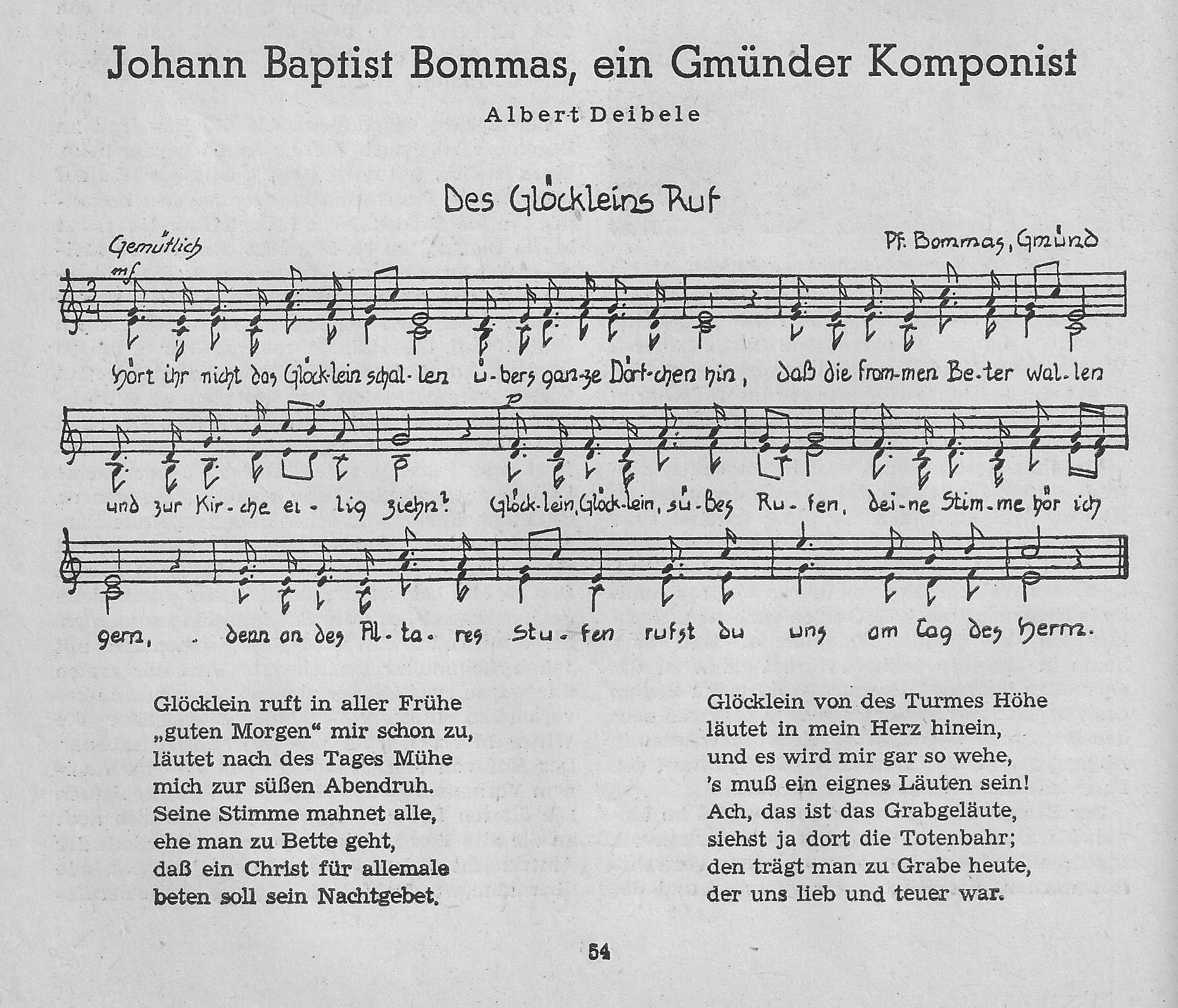
Noten des von Bommas komponierten Lieds

Johann Baptist Bommas (* 1816 in Schwäbisch Gmünd; † 27. April 1893 ebenda) war ein deutscher Komponist und katholischer Pfarrer.

## Familie
Bommas, Sohn von Sebastian Bommas und Theresia Lambert, entstammte einer vornehmen Familie der Reichsstadt Schwäbisch Gmünd. Sein Großvater Bonaventura Bommas († 1801), der reiche Hofmeister von St. Katharina, wollte sich als „Herr von Leineck“ adeln lassen. Er besaß nämlich die Häuser Imhofstraße 2 und 4 („Katz“ und „Kätzle“) im sogenannten Leinecker Hof. Dessen Vater war der 1775 gestorbene Gmünder Syndikus Peter Bommas. Johann Christian Bommas hatte sich, aus Freiburg im Breisgau kommend, im 17. Jahrhundert in Gmünd niedergelassen, wo er die Bockswirtschaft übernahm und 1636 mit Eva Debler eine Tochter aus einer der damals führenden Familien ehelichte. 1656–1668 war er Bürgermeister.

## Leben
1840 in Rottenburg am Neckar zum Priester geweiht, trat Johann Baptist Bommas 1846 die Pfarrstelle in Rötenbach bei Bad Waldsee an. Der musikbegeisterte Seelsorger gründete dort eine „Blechmusikgesellschaft“ und soll am Altar das Gloria auf der Trompete geblasen haben. Von 1850 bis 1862 wirkte er in Ratzenried. In Ettenkirch, seiner nächsten Pfarrstelle, musste er sich um den Neubau der Pfarrkirche kümmern. Am 11. Mai 1886 zog er sich in seine Vaterstadt Gmünd zurück, wo er bis zu seinem Ruhestand 1892 als Kaplan auf dem St. Salvator wirkte. Unter seinem Benefiziat erfolgte 1888 eine Renovierung des im Salvator aufbewahrten spätgotischen Palmesels, auf dem eine Inschrift auf  Bommas hinweist. Im Mutterhaus gepflegt, starb er am 27. April 1893 und wurde auf dem Leonhardsfriedhof begraben (an der Südwestmauer an der Rems), wo 1959 sein Grab noch bestand.

## Hört ihr nicht das Glöcklein schallen
Als Komponist ist Bommas, soweit bekannt, nur mit dem früher populären Lied Hört ihr nicht das Glöcklein schallen hervorgetreten. Es ist 1856 (mit Noten) in einem Liederbuch für christliche Vereine ohne Verfasserangabe nachgewiesen. Auf Volksliederarchiv.de findet sich der Text ebenfalls anonym mit der Quellenangabe: Alpenrose – „Liederbuch für unsere Mädchen“ (erschienen 1924 im Selbstverlage des Reichsverbandes katholischer Mädchenvereine Österreichs in Graz). Das Deutsche Volksliedarchiv hat als früheste Nachweise zwei Liederbücher "Edelweiß" (V 3/5579) und "Mädchenliederbuch" (V 5/830), die beide im Jahr 1919 erschienen sind (sowie einige jüngere Belege). In beiden Liederbüchern fehlt ebenfalls der Verfassername. Albert Deibele, der 1959 wie die genannten Liederbücher die Noten des Lieds wiedergab, gibt an, dass das Lied durch die um 1900 erfolgte Aufnahme in die Liedersammlung der katholischen Volksschulen Württembergs weite Verbreitung gefunden habe: „Heute noch hört man es hin und wieder singen, und wenn die ältere Frauenwelt vom Liedgut ihrer Jugend spricht, fehlt selten das genannte Liedlein“. Es erklang im Mai 2000 bei einem Kirchenkonzert unter der Organisation von Berthold Büchele zum ersten Mal wieder in Ratzenried.